# Lethrus ciskungesicus
Lethrus ciskungesicus là một loài bọ cánh cứng trong họ Geotrupidae. Loài này được Nikolajev miêu tả khoa học năm 2001.